# Шеховцове (присілок)
Шеховцове (рос. Шеховцово) — присілок в Курському районі Курської області Російської Федерації.
Населення становить 222 особи. Входить до складу муніципального утворення Бесідинська сільрада.

## Історія
Населений пункт розташований на території українського етнічного та культурного краю Східна Слобожанщина.
Від 2004 року входить до складу муніципального утворення Бесідинська сільрада.

## Населення
1. Н/Д[2]